# День металлурга
День металлу́рга — ежегодный профессиональный праздник, который отмечается в России, Беларуси, Украине (как День работников металлургической и горнодобывающей промышленности Украины), Казахстане.

## История
28 сентября 1957 года, отдавая дань советской металлургической промышленности в восстановлении экономики СССР, Президиум Верховного Совета СССР учредил День металлурга, который стал праздноваться в третье воскресенье июля. Указ был подтверждён Верховным Советом 1 октября 1980 года и 1 ноября 1988 года. Этот праздник широко отмечается в городах, где построены металлургические предприятия (Нижний Тагил, Старый Оскол, Норильск, Новокузнецк, Магнитогорск, Череповец, Челябинск, Таганрог, Липецк, Мончегорск и др.).
После распада СССР День металлурга как праздник сохранился во всех странах СНГ, где металлургия играет значительную роль в экономике страны. На Украине празднование введено Указом Президента от 3 июня 1993 года № 187/93. В Казахстане День металлурга отмечается согласно Указу Президента Республики от 2003 года. В Белоруссии — согласно Указу Президента от 26 марта 1998 года № 157 «О государственных праздниках, праздничных днях и памятных датах в Республике Беларусь». День металлурга в Белоруссии отмечается ежегодно в третье воскресенье июля.
В списке почётных званий России есть звание «Заслуженный металлург Российской Федерации».

## Нумизматика
30 июня 2020 года Банк России выпустил монету 10 рублей «Работник металлургической промышленности», посвящённую работникам одной из важнейших отраслей промышленности, представляющей собой совокупность процессов получения металлов из руд и другого сырья — металлургам.